# 14 век
14 век започва на 1 януари 1301 г. и свършва на 31 декември 1400 г.

## Събития
- 1301 г. – с договора от Брюге Френският крал Филип IV получава земи в Нидерландия.
- 1302 г. – Филип IV се опитва да присъедини и Фландрия, но армията му е разбита в битката при Куртре.
- 1302 г. – първо заседание на френските Генерални щати.
- 1303 – 1305 г. – отряд каталани начело с Рохер де Флор са поканени от византийския император срещу османците, но след няколко победи се обръщат срещу Византия.
- 1307: Данте Алигиери започва Божествена комедия; Филип IV Хубави – Кралят на Франция заграбва имуществото на рицарите тамплиери, които са превърнали своя орден в държава в държавата
- 1309 г. – под натиска на могъщия френски крал Филип IV папа Климент V премества своето седалище в Авиньон, което накърнява престижа му. Започва т. нар. Авиньонски плен на папите.
- 1311 г. – каталаните покоряват Беотия и Атика (средна Гърция) и създават там свое херцогство.
- 1312 г. – Филип IV Хубави разгромява ордена на тамплиерите.
- 1312 – 1337 г. – апогей на африканската империя Мали при владетеля Конго Муса.
- 1314 г. – шотландският крал Робърт Брус печели голямата победа при Банъкбърн срещу англичаните, с което осигурява независимостта на Шотландия.

- 1315 г. – армията на трите „горски“ швейцарски кантона Ури, Швиц и Унтервалден побеждава армията на Хабсбургите в битката при Моргартен и така осигурява независимостта им, обявена през 1291.
- 1321 – 1328 г. – гражданска война между византийския император Андроник II и неговия внук Андроник III; вторият побеждава.
- 1325 г. – основанане на Теночтитлан, столица на империята на ацтеките.
- 1326 г. – османците превземат Бурса и я правят своя столица.
- 1328 г. – московският княз Иван I Калита побеждава Тверското княжество и си присвоява титлата „Велик княз“.
- 1328 г. – умира последният представител на пряката линия на френските Капети. Бароните избират за следващ крал Филип дьо Валоа, който е пръв наследник по мъжка линия (съгласно Салическия закон), но английският крал Едуард III, който е по-напред по женска линия, протестира и се готви за война.
- 1330 г. – битката при Велбъжд между българи и сърби: сърбите побеждават, което коства и живота на българския цар Михаил Шишман.
- 1331 и 1337 г. – османците завладяват малоазийските градове Никея и Никомидия.
- 1332 г. – към трите първи швейцарски кантона се присъединява Люцерн, с което съюзът за пръв път придобива значение в международните дела.
- 1333 г. – голямо въстание в Япония в подкрепа на централната власт (император Го Дайго); следва дълга гражданска война (до 1392 г.) между легитимистите и враждебно настроените феодали – шогуните.
- 1334 г. – под ръководството на Джото започва строежът на катедралата във Флоренция.
- 1337 г. – Начало на Стогодишната война – английският крал Едуард III напада Франция.
- 1340 г. – битката при Саладо (в хода на Реконкистата), в която кастилският крал Алфонсо XI разгромява опита на Алмохадите да си върнат владенията в Испания.
- 1341 – 1347 г. – нова гражданска война във Византия: срещу малолетния император Йоан V и неговия настойник Алексий Апокавк се изправя Йоан Кантакузин, който с помощта на турски наемни отряди се налага и е обявен за съимператор.
- 1344 – 1345 г. – съществува държавицата на Момчил в Родопите, създадена да спре грабителските походи на смирненския емир Умурбег.
- 1346 г. – първата голяма битка от Стогодишната война при Креси – английските стрелци с лък помитат френската рицарска конница.

- 1346 г. – сръбският крал Стефан Душан се обявява за цар и три години по-късно издава прословутия си Законник.
- 1347 г. – англичаните превземат важния пристанищен град Кале.
- 1347 г. – папата се опитва да се върне в Рим, но там избухва въстание начело с Кола ди Риенцо, което осуетява намеренията. За кратко Риенцо установява своя диктатура.
- 1347 – 1349 г. – Черната смърт – най-жестоката вълна от болестта чума минава през Европа, отнемайки живота на 1/3 от населението.
- 1348 г. – в Прага е основан университетът – първият в рамките на Свещената Римска империя.
- 1352 г. – османците стъпват на Балканския полуостров, завладявайки градчето Цимпе на Галиполския полуостров.
- 1354 г. – след като голямо земетресение срутва стените на град Галиполи, османците го превземат. Оттук нататък започват походите им на Балканите.
- 1356 г. – английският престолонаследник Едуард, известен като Черния принц, побеждава французите при Поатие и пленява краля Жан I; в резултат Генералните щати дават правомощия на сина му Шарл да извърши реформи, но той отказва.

- 1356 г. – Императорът на Свещената Римска империя (Германия) Карл IV, който е и чешки крал, издава документа „Златна була“, в който определя, че изборът на император за в бъдеще ще се извършва от седем избиратели, наречени курфюрсти.
- 1356 г. – започналото в южен Китай въстание срещу монголската династия (наследниците на Хубилай) набира сили след като е оглавено от Чжоу Юанчан и води до превземането на Нанкин, а през 1367 г. – и на Кантон (Гуанджоу).
- 1358 – в Париж – въстание на Етиен Марсел, а в същото време в провинцията – въстанието Жакерия.
- 1358 г. – договор за създаване на търговски съюз на германските градове Любек, Хамбург, Висмар, Рощок и др. – т. нар. Ханза.
- 1360 г. – в резултат от разгорялата се съпротива на френския народ Англия сключва с Франция мирен договор в Бретини и Кале: край на първия етап на Стогодишната война.
- 1360 г. – един самообявил се наследник на Чингиз хан на име Тамерлан създава втора монголска империя в средна Азия.
- 1362 г. – английският език е въведен като официален в английски двор и сред администрацията на мястото на френския.
- 1363 – 1364 г. – османците завладяват Тракия с Пловдив.
- 1368 г. – Чжоу Юнчан превзема Пекин и създава династията Мин в Китай. Съпротивата на монголската династия приключва десет години по-късно.
- 1369 г. – османците завладяват Одрин.
- 1370 г. – договорът от Щралзунд слага победен край на войната на Ханзата срещу Дания.
- 1370 г. – френският крал Шарл V поставя начело на френските войски Бертран Дюгеклен – опитен военачалник, чиито изкусни действия прогонват англичаните от Северна Франция.
- 1371 г. – срещу настъплението на османците на Балканите се създава първата коалиция от двама братя – дребни владетели от Македония: Вълкашин и Углеша. Армията им е напълно разгромена в битката при Черномен.
- 1378 г. – начало на голямата схизма (разкол) на католическата църква, когато папи и антипапи от различни партии си оспорват властта.
- 1378 г. – Тамерлан покорява голямата средноазиатска държава Хорезъм.
- 1380 г. – битката на Куликовското поле: Дмитрий Донски побеждава татарите.
- 1381 г. – въстание на Уот Тейлър и Джон Бол в Англия
- 1385 г. – османците превземат София.
- 1386 г. – литовският княз Ягело приема католицизма и става крал на Полша – с това се поставя началото на литовско-полската лична уния под властта на Ягелонската династия.
- 1389 г. – голямо сражение на Косово поле между сръбската армия начело с княз Лазар и османската, командвана от току-що възцарилия се султан Баязид I. Османците побеждават.
- 1393 г. – османските войски превземат Търново; българският цар Иван Шишман се оттегля в Никопол, след чието превземане през 1395 се слага край на Търновското българско царство.
- 1394 г. – Баязид I предприема втори османски опит за превземане на Константинопол първият е още през 1359
- 1396 г. – Поход на унгарския крал Сигизмунд срещу османците, разгромен в битката при Никопол.
- 1396 г. – Османската империя превзема Видинско царство. Втората българска държава пада напълно под османска власт.
- 1397 г. – Калмарската уния – Дания, Швеция и Норвегия се обединяват под егидата на датската корона в една държава начело с кралицата Маргарете I
- 1398 – 1399 г. – Тамерлан нахлува в Делхийския султанат, превзема Делхи и нанася на тази държава непоправим удар.

## Владетели и династии
Византия Династия Палеолог: Андроник II (1282 – 1328), Андроник III (1328 – 1341), Йоан V Палеолог (1341 – 1376), Йоан VI Кантакузин (1347 – 1354 – съимператор), Андроник IV (1376 – 1379), Йоан V отново (1379 – 1391), Мануил II (1391 – 1425).
България Династия Тертер: Теодор Светослав Тертер (1300 – 1321), Георги II Тертер (1321 – 1322); Династия Шишман: Михаил III (1323 – 1330), Иван Стефан (1330 – 1331), Иван Александър (1331 – 1371), Иван Шишман (1371 – 1395), Иван Срацимир (1371 – 1396) във Видин.
Сърбия Династия на Неманичите: Стефан Милутин (1282 – 1321), Стефан Драгутин (1321 – 1331), Стефан Душан (1331 – 1355; от 1346 г. цар), Стефан Урош IV (1355 – 1371); Династия Хребеляновичи: Лазар (1371 – 1389), Стефан (1389 – 1427).
Османска държава Османска династия: Осман I (1282 – 1326 – основател на държавата), Орхан (1326 – 1362), Мурад I (1362 – 1389), Баязид I (1389 – 1402)
Московско княжество Династия Рюрик: Данийл (1276 – 1303 – основател на държавата), Юрий III (1303 – 1325), Иван I Калита (1325 – 1340), Семьон (1340 – 1353), Иван II (1353 – 1359), Дмитрий Донски (1359 – 1389), Василий I (1389 – 1425)
Литва Династия Лиутаурас: Витенис (1295 – 1316 – основател на държавата), Гедиминас (1316 – 1341), Яунутис (1341 – 1345), Алгирдас (1345 – 1377), Ягело (1377 – 1392), Витаутас Велики (1392 – 1430).
Свещена Римска империя Албрехт I Хабсбург (1298 – 1308), Хайнрих VII (1308 – 1313), Лудвиг IV Вителсбах (1314 – 1347); Династия Люксембург: Карл IV (1346 – 1378), Венцеслас (1378 – 1400).
Франция Династия Капет: Филип IV (1285 – 1314), Луи X (1314 – 1316), Жан I (1316), Филип V (1316 – 1322), Шарл IV (1322 – 1328); Династия Валоа: Филип VI (1328 – 1350), Жан II (1350 – 1364), Шарл V (1364 – 1380), Шарл VI (1380 – 1422).
Англия Династия Плантаджинет: Едуард I (1272 – 1307), Едуард II (1307 – 1327), Едуард III (1327 – 1377), Ричард II (1377 – 1399).
Шотландия Династия Брус: Робърт I (1306 – 1329), Дейвид II (1329 – 1371); Династия Стюарт: Робърт II (1371 – 1390), Робърт III (1390 – 1406).